# 399 TCN
300 TCN là một năm trong lịch Roman. 

## Mất
- 15 tháng 2: Socrates, triết học gia Hy Lạp